# Juan de Porras y Atienza
Juan de Porras y Atienza (6 de enero de 1627 – 28 de julio de 1704) fue un prelado católico que sirvió como obispo de Coria (1684–1704) y obispo de Ceuta (1681–1684).

## Biografía
Juan de Porras y Atienza fue ordenado sacerdote en 1653, y el 12 de mayo de 1681 fue nombrado obispo de Ceuta durante el papado de Inocencio XI. En 1681, fue consagrado obispo por Ambrosio Ignacio Spínola y Guzmán, arzobispo de Sevilla, con James Lynch, arzobispo de Tuam y Antonio Ibarra, obispo de Cádiz, como co-consagradores. El 24 de abril de 1684, fue nombrado obispo de Coria durante el papado del papa Inocencio XI. Sirvió como obispo de Coria hasta su muerte el 28 de julio de 1704. Mientras era obispo, fue el co-consagrador principal de Pedro de Lepe Orantes, obispo de Calahorra y La Calzada (1686).